# Agyneta unguiserrata
Espèce
Agyneta unguiserrata est une espèce d'araignées aranéomorphes de la famille des Linyphiidae.

## Distribution
Cette espèce se rencontre en Uruguay et au Brésil au Rio Grande do Sul, au Santa Catarina et au Paraná,.

## Description
Le mâle holotype mesure 1,76 mm et la femelle paratype 1,40 mm, les mâles mesurent de 1,76 à 2 mm et les femelles de 1,40 à 2,04 mm.

## Systématique et taxinomie
Cette espèce a été décrite par Cajade en 2023.

## Publication originale
- Cajade, Hagopián, Rodrigues, Laborda, Maldonado & Simó, 2023 : « Two new species of the spider genus Agyneta (Araneae, Linyphiidae) from Uruguay and Brazil. » Zootaxa, no 5380(6), p. 562-576.